# Primera División 1967/68
Die Primera División 1967/68 war die 37. Spielzeit der höchsten spanischen Fußballliga. Sie startete am 9. September 1967 und endete am 28. April 1968.

## Vor der Saison
- Als Titelverteidiger ging der zwölffache Meister Real Madrid ins Rennen. Letztjähriger Vizemeister wurde der CF Barcelona.
- Aufgestiegen aus der Segunda División sind Real Sociedad, CD Málaga und Betis Sevilla.

## Vereine
| Verein            | Stadt         | Stadion                       |
| ----------------- | ------------- | ----------------------------- |
| CF Barcelona      | Barcelona     | Camp Nou                      |
| Español Barcelona | Barcelona     | Estadi Sarrià                 |
| Atlético Bilbao   | Bilbao        | Estadio San Mamés             |
| FC Córdoba        | Córdoba       | Estadio Arcángel              |
| FC Elche          | Elche         | Camp de Altabix               |
| UD Las Palmas     | Las Palmas    | Estadio Insular               |
| Real Madrid       | Madrid        | Estadio Santiago Bernabéu     |
| Atlético Madrid   | Madrid        | Estadio Manzanares            |
| CD Málaga         | Málaga        | Estadio La Rosaleda           |
| FC Pontevedra     | Pontevedra    | Estadio Municipal de Pasarón  |
| CE Sabadell       | Sabadell      | Nova Creu Alta                |
| Real Sociedad     | San Sebastián | Estadio de Atotxa             |
| Real Saragossa    | Saragossa     | La Romareda                   |
| Betis Sevilla     | Sevilla       | Estadio Benito Villamarín     |
| FC Sevilla        | Sevilla       | Estadio Ramón Sánchez Pizjuán |
| FC Valencia       | Valencia      | Estadio Mestalla              |

## Abschlusstabelle
| Pl. | Verein            | Sp. | S  | U  | N  | Tore    | Diff. | Punkte |
| --- | ----------------- | --- | -- | -- | -- | ------- | ----- | ------ |
| 1.  | Real Madrid (M)   | 30  | 16 | 10 | 4  | 055:260 | +29   | 42:18  |
| 2.  | CF Barcelona      | 30  | 15 | 9  | 6  | 048:290 | +19   | 39:21  |
| 3.  | UD Las Palmas     | 30  | 17 | 4  | 9  | 056:410 | +15   | 38:22  |
| 4.  | FC Valencia (P)   | 30  | 13 | 8  | 9  | 052:380 | +14   | 34:26  |
| 5.  | Real Saragossa    | 30  | 13 | 7  | 10 | 043:340 | +9    | 33:27  |
| 6.  | Atlético Madrid   | 30  | 12 | 9  | 9  | 038:320 | +6    | 33:27  |
| 7.  | Atlético Bilbao   | 30  | 11 | 10 | 9  | 051:280 | +23   | 32:28  |
| 8.  | FC Pontevedra     | 30  | 12 | 7  | 11 | 036:410 | −5    | 31:29  |
| 9.  | Español Barcelona | 30  | 12 | 5  | 13 | 048:440 | +4    | 29:31  |
| 10. | CD Málaga (N)     | 30  | 9  | 9  | 12 | 029:370 | −8    | 27:33  |
| 11. | FC Elche          | 30  | 11 | 5  | 14 | 030:390 | −9    | 27:33  |
| 12. | CE Sabadell       | 30  | 10 | 6  | 14 | 034:510 | −17   | 26:34  |
| 13. | FC Córdoba        | 30  | 11 | 3  | 16 | 035:570 | −22   | 25:35  |
| 14. | Real Sociedad (N) | 30  | 9  | 6  | 15 | 038:430 | −5    | 24:36  |
| 15. | Betis Sevilla (N) | 30  | 8  | 4  | 18 | 030:580 | −28   | 20:40  |
| 16. | FC Sevilla        | 30  | 6  | 8  | 16 | 031:560 | −25   | 20:40  |

Platzierungskriterien: 1. Punkte – 2. Direkter Vergleich (Punkte, Tordifferenz, geschossene Tore) – 3. Tordifferenz – 4. geschossene Tore

| (M) | amtierender Meister              |
| (P) | amtierender Pokalsieger          |
| (N) | Neuaufsteiger der letzten Saison |

## Kreuztabelle
| 1967/68           | Real Madrid | CF Barcelona | UD Las Palmas | FC Valencia | Real Saragossa | Atlético Madrid | Atlético Bilbao | FC Pontevedra | Español Barcelona | CD Málaga | FC Elche | CE Sabadell | FC Córdoba | Real Sociedad | Betis Sevilla |     |
| ----------------- | ----------- | ------------ | ------------- | ----------- | -------------- | --------------- | --------------- | ------------- | ----------------- | --------- | -------- | ----------- | ---------- | ------------- | ------------- | --- |
| Real Madrid       |             | 1:1          | 2:1           | 0:2         | 3:2            | 0:0             | 0:0             | 1:0           | 2:2               | 3:0       | 2:0      | 2:0         | 4:0        | 9:1           | 3:0           | 1:0 |
| CF Barcelona      | 1:1         |              | 2:0           | 1:1         | 4:0            | 1:1             | 1:0             | 4:0           | 1:0               | 1:0       | 4:2      | 3:1         | 3:2        | 0:0           | 2:1           | 3:0 |
| UD Las Palmas     | 2:2         | 4:1          |               | 2:1         | 2:1            | 4:1             | 1:0             | 5:0           | 2:0               | 1:1       | 3:1      | 1:0         | 4:1        | 2:1           | 3:1           | 4:1 |
| FC Valencia       | 2:0         | 1:2          | 2:2           |             | 3:1            | 3:1             | 3:3             | 6:2           | 2:3               | 2:1       | 1:1      | 1:0         | 5:0        | 3:2           | 2:1           | 4:2 |
| Real Saragossa    | 0:0         | 3:2          | 4:1           | 0:0         |                | 1:1             | 1:0             | 2:1           | 4:2               | 0:0       | 3:1      | 7:0         | 3:0        | 1:0           | 1:0           | 1:1 |
| Atlético Madrid   | 1:1         | 0:1          | 1:2           | 0:0         | 0:1            |                 | 2:0             | 3:0           | 0:0               | 4:2       | 2:1      | 2:0         | 5:0        | 2:1           | 0:0           | 3:3 |
| Atlético Bilbao   | 1:2         | 0:0          | 0:1           | 1:0         | 2:0            | 6:1             |                 | 1:1           | 1:2               | 4:0       | 3:0      | 1:1         | 3:0        | 1:1           | 8:0           | 2:0 |
| FC Pontevedra     | 3:0         | 1:0          | 3:0           | 1:0         | 1:0            | 1:1             | 1:1             |               | 3:0               | 1:0       | 1:0      | 0:0         | 3:1        | 2:0           | 1:1           | 4:1 |
| Español Barcelona | 0:4         | 1:0          | 3:2           | 4:5         | 1:1            | 0:1             | 1:1             | 4:1           |                   | 4:1       | 1:1      | 3:1         | 1:2        | 2:0           | 4:0           | 4:0 |
| CD Málaga         | 1:0         | 1:1          | 2:0           | 0:0         | 2:2            | 0:1             | 2:2             | 3:1           | 1:0               |           | 2:0      | 1:3         | 0:1        | 2:0           | 0:0           | 0:0 |
| FC Elche          | 0:0         | 0:2          | 2:0           | 1:0         | 0:1            | 1:0             | 1:0             | 0:0           | 1:0               | 1:0       |          | 1:1         | 3:0        | 5:0           | 1:0           | 4:2 |
| CE Sabadell       | 2:4         | 1:1          | 2:2           | 2:0         | 1:0            | 1:0             | 1:2             | 1:0           | 2:1               | 1:2       | 1:2      |             | 2:1        | 1:0           | 3:1           | 2:2 |
| FC Córdoba        | 3:3         | 0:1          | 2:1           | 1:1         | 1:0            | 0:1             | 2:1             | 3:1           | 1:0               | 2:3       | 3:0      | 2:1         |            | 2:0           | 3:0           | 1:1 |
| Real Sociedad     | 0:1         | 1:1          | 0:1           | 2:0         | 2:0            | 2:0             | 1:1             | 1:0           | 0:1               | 0:0       | 5:0      | 6:0         | 5:1        |               | 1:0           | 5:1 |
| Betis Sevilla     | 1:2         | 4:3          | 4:2           | 0:2         | 2:1            | 0:2             | 0:3             | 0:1           | 1:4               | 2:0       | 1:0      | 2:3         | 1:0        | 4:1           |               | 0:0 |
| FC Sevilla        | 0:2         | 2:1          | 0:1           | 2:0         | 1:2            | 0:2             | 2:3             | 2:2           | 3:0               | 0:2       | 1:0      | 1:0         | 1:0        | 0:0           | 2:3           |     |

### Relegation
|                 | Gesamt |               | Hinspiel | Rückspiel |
| --------------- | ------ | ------------- | -------- | --------- |
| FC Córdoba      | 6:1    | Calvo Sotelo  | 3:0      | 3:1       |
| Real Valladolid | 0:1    | Real Sociedad | 0:1      | 0:0       |

## Nach der Saison
Internationale Wettbewerbe
- 1. – Real Madrid – Europapokal der Landesmeister
- 4. – FC Valencia – Messepokal
- 5. – Real Saragossa – Messepokal
- 6. – Atlético Madrid – Messepokal
- 7. – Atlético Bilbao – Messepokal
- Gewinner der Copa del Rey – CF Barcelona – Europapokal der Pokalsieger

Absteiger in die Segunda División
- 15. – Betis Sevilla
- 16. – FC Sevilla

Aufsteiger in die Primera División
- Deportivo La Coruña
- FC Granada

## Pichichi-Trophäe
Die Pichichi-Trophäe wird jährlich für den besten Torschützen der Spielzeit vergeben.
| Pl. | Nat.         | Spieler                 | Verein          | Tore |
| --- | ------------ | ----------------------- | --------------- | ---- |
| 1   | Spanien 1945 | Fidel Uriarte           | Atlético Bilbao | 22   |
| 2   | Spanien 1945 | Luis Aragonés           | Atlético Madrid | 16   |
| 3   | Spanien 1945 | Julián Rodríguez Roldán | FC Pontevedra   | 13   |

## Meistermannschaft
| Real Madrid | |
| Real Madrid | - Tor: Junquera (22/-); Antonio Betancort (8/-) - Abwehr: Manuel Sanchís (26/-); Fernando Zunzunegui (26/-); Antonio Calpe (21/-); Pedro de Felipe (6/-); Vicente Miera (5/-); Pachín (1/-) - Mittelfeld: Ignacio Zoco (29/2); Pirri (28/10); Manuel Velázquez (28/10); González Ruiz (8/-); Félix Ruiz (3/2) - Sturm: Amancio (28/10); Ramón Grosso (26/3); Francisco Gento (24/8); Miguel Ángel Pérez (11/-); Manuel Bueno (6/1); Fernando Serena (6/-); José Veloso (6/-); Rafael De Diego (4/1); Antonio Iznata (1/-) - Trainer: Miguel Muñoz |